# Военна радиостанция Пиер-сюр-От
Военната радиостанция „Пиер-сюр-От“ (на френски: Station hertzienne militaire de Pierre-sur-Haute) е военен обект на площ 30 хектара, използван за комуникации на Въоръжените сили на Франция.
Обектът е разположен на територията на общините Совен и Жоб, Пи дьо Дом на границата между регионите Рона-Алпи и Оверн. На мястото е изградена гражданска радиопредавателна станция от телекомуникационната компания Télédiffusion de France.

## История
През 1913 година на мястото, където днес е военната радиостанция, е бил изграден семафорен телеграф. За времето си това е била малка каменна сграда, като семафорът е бил разположен на нейния покрив.
През 1961 г., по време на Студената война, НАТО иска разрешение от френската армия за изграждане на мястото на станция като част от състоящата се от 82 възела европейска предавателна мрежа, известна под името Система ACE High. В рамките на тази мрежа станцията „Пиер-сюр-От“, или още FLYZ, е предавател между станцията „Лашан“ (FNIZ) на юг и „Монт-Ут“ (FADZ) на север. НАТО-вската радиостанция използвала американско радиоразпръскващо оборудване, за да предава гласови и телеграфни сигнали по мрежа, простираща се от Турция до Полярния кръг в Норвегия. Френските военовъздушни сили установяват контрол над станцията през 1974 година. в края на 1980-те, системата постепенно бива заменена от съчетание на системи на френската национална сигурност и определени подсистеми на НАТО. Големите параболични антени, известни сред местните хора като „Ушите на Мики Маус“, през 1991 година са заменени със съществуващата двуантенна инсталация.

## Функция
Станция „Пиер-сюр-От“ се контролира от Френските военновъздушни сили и е филиал на Въздушната база „Лион – Мон Вердан“, отстояща на 80 km от станцията. Това е една от четирите радиостанции по оста север-юг, намираща се в постоянна комуникация с трите други станции: Лакон, Анришмон и въздушната база Рошфор. Станцията основно се използва за трансмисии/предавания, свързани с командването на оперативни единици. В случай, че френските ядрени оръжия Force de Frappe влязат в употреба, заповедите за обстрел е възможно да се предават по този предавател.
Станцията е част от Въздушното командване на системите за наблюдение, информация и комуникация, считано от момента на създаването му на 1 юни 1994; като от 1 януари 2006 се управлява от Единната дирекция за инфраструктурни мрежи и информационни системи.

## Инфраструктура
Станцията е разположена на площ от 30 хектара между общините Совен и Жоб, на границата между департаментите Лоар и Пюи дьо Дом. Територията ѝ е опасана от висока ограда от дърво и метал. Военните и служителите достигат до станцията с автомобили и бронирана техника. Пътят до местността не е разрешен за цивилни.

### Сгради
На мястото има изградени три кули. Най-високата от тях е 55-метровата кула за гражданска комуникация, собственост на Télédiffusion de France. На купола на телекомуникационната кула е разположен радар и система за автоматизиран контрол на въздушния трафик, собственост на Генералната дирекция за гражданска авиация на Франция. Радарът работи от 18 август 2009 година, но е давал неизправности при тежък снеговалеж в района.
Двете други бетонни кули са собственост на военните. 30-метровите постройки се използват от 1991 година за разпръскване и получаване на радиосигнали. Построени са така, че да издържат на ядрен взрив.
Използват се и още някои други сгради като гаражи и общежития, разполагащи с кухни, трапезарии и спални. Свързани са помежду си с тунели с обща дължина около 400 метра, благодарение на които стават излишни преходите през високите преспи сняг, които зимно време се образуват между сградите.

### Съоръжения
Най-важната част от съоръженията на мястото се намира под земята и представлява диспечерска система: със скорост 2 мегабита в секунда, съобщенията от кулите се анализират и при необходимост се пренасочват за предаване.
Тази част от съоръжението е оборудвана със средства за химическа, биологическа, радиологична и ядрена защита: бетонна обшивка защитава срещу електромагнитни импулси, стаите са с по-високо от атмосферното налягане, и т.н. Съоръжението разполага с независими източници на вода и енергия.

## Статия в Уикипедия
През април 2013 година, радиостанцията привлича обществен интерес след като френската Агенция за вътрешно разузнаване (на френски: Direction centrale du renseignement intérieur, DCRI) прави опит да премахне статията за обекта от френската версия на свободната енциклопедия Уикипедия. Фондация Уикимедия отправя запитване към агенцията кои точно части от статията Агенцията смята за проблематични, като отбелязва, че статията плътно се придържа към информация от свободно достъпен телевизионен репортаж, направен през 2004 година от местния телевизионен канал Télévision Loire 7.. Агенцията за вътрешно разузнаване отказва да разкрие подробности и повторно изисква изтриването на статията. Фондация Уикимедия отказва да изтрие статията, но Агенцията упражнява натиск върху Реми Матис, администратор на френскоезичната Уикипедия и френски жител, да премахне статията.  Матис, който е служител на държавната Народна библиотека на Франция и председател на местното сдружение Уикимедия Франция, се подчинява. Според изявление на Уикимедия Франция от 6 април 2013 година:
| „                 | Агенцията за вътрешно разузнаване изпрати призовка на доброволец от Уикипедия да се яви в управлението на 4 април [2013]. Доброволецът, който е сред хората, разполагащи с достъп до инструментите за изтриване на страници, е бил принуден да изтрие статията по време на престоя си в управлението, под заплахата, че в противен случай ще бъде арестуван и даден на прокурор. Под така оказания натиск той не е имал друг избор, освен да изтрие статията, въпреки че е обяснил на Агенцията, че не това е начинът, по който Уикипедия функционира. Той предупреди останалите администратори, че опитите да възстановят статията би довело до подвеждането им под съдебна отговорност. Този доброволец по никакъв начин не е бил свързан със статията, никога не я е редактирал и дори не е знаел за съществуването ѝ преди да бъде призован да се яви в Агенцията за вътрешно разузнаване. Изборът на Агенцията пада върху него, тъй като е разпознаваема личност благодарение на регулярните си дейности по промотиране на Уикипедия и другите проекти на Уикимедия във Франция. | “ |
| Уикимедия Франция | |   |

Впоследствие статията бива възстановена от друг администратор на Уикипедия, който е жител на Швейцария. След като казусът добива гражданственост, статията става най-четената статия в Уикипедия на френски език, с над 120 000 прегледа на страницата през почивните дни 6/7 април 2013. Статията бива преведена на множество други езици. Френският вестник 20 минути, Ars Technica, и новина, появила се в Slashdot, дават случая за практически пример за Ефекта на Страйсънд. Френското министерство на вътрешните работи съобщава пред Агенция „Франс Прес“, че за момента не желае да коментира инцидента.
Според юридически източник, цитиран в съобщението на АФП от 8 април, изтриването на статията „е извършено като част от предварително разследване“, проведено от „антитерористичния отдел на парижката прокуратура“ на основание на това, че статията във френската версия на Уикипедия разкрива „класифицирана информация, свързана с реда на издаване на заповеди за ядрени удари“. Съобщение в Льо Поан изказва предположението, че статията е съдържала „конфиденциална информация, която може да е свързана с френските ядрени оръжия“ като например за „степента на съпротивление на материалите“.
След инцидента от телевизионния канал Télévision Loire 7 казват, че очакват Агенцията да изиска от тях да премахнат оригиналния репортаж от 2004 година, върху който е базирана статията в Уикипедия, въпреки че той е заснет и излъчен с пълната подкрепа на Френските въоръжени сили. Синдикатът на полицейските комисари изказва предположението, че следващата стъпка би била съдебна заповед, с която френските интернет доставчици да блокират достъпа до статията в Уикипедия. Базираната във Франция неправителствена организация Репортери без граници критикува действията на Агенцията като „лош прецедент“. Говорителят на организацията казва пред Льо Поан, че „ако институцията смята, че е изтекла секретна информация за националната сигурност, са налице всички предпоставки при аргументиране и изясняване на обстоятелствата по жалба от нейна страна съдът да излезе с такова решение. Следователно зависи от съдията, защитникът на основните свободи, да прецени реалността и обхвата на военната тайна.“ Говорителят отбелязва, че информацията, съдържаща се в статията, е взета от документален филм, заснет и разпространен в сътрудничество с армията и че в никакъв случай от хостовете и посредниците не може да се търси правна отговорност.